# Fort Novosel
Fort Novosel is een plaats (census-designated place) in de Amerikaanse staat Alabama, en valt bestuurlijk gezien onder Dale County.

## Demografie
Bij de volkstelling in 2000 waren er 6,052 inwoners, 1,399 huishoudens en 1,347 families woonachtig op het honk. De bevolkingsdichtheid was 556.8 personen per vierkante mijl (215.0/km²). Er waren 1,544 woningen bij een gemiddelde dichtheid van 142.0 per vierkante mijl (54.8/km²). De raciale samenstelling van de base was 68,5% blank, 18.1% zwart of Afrikaanse Amerikaan, 0,9% Native American, 2,1% Aziatisch, 0,7% Pacific Islander, 5,3% andere rassen, en 4,4% van twee of meer rassen. Hispanic of Latino van ieder ras waren 11,7% van de bevolking.
Waren er 1,399 huishoudens waarvan 79,9% kinderen onder de leeftijd van 18 leven met hen had, 85,4% waren getrouwde koppels samen wonen, 8,2% had een vrouwelijk gezinshoofd geen man aanwezig en 3,7% waren geen families. 3,1% van alle huishoudens werden samengesteld uit individuen en 0,1% had iemand alleen wonen die 65 jaar of ouder. De gemiddelde grootte van een huishouden was 3,47 en de gemiddelde familie grootte was 3.51.
Op de basis was de bevolking verspreid met 35,3% onder de leeftijd van 18, 15,9% van 18 tot 24, 46,2% van 25 tot 44, 2.4% van 45 tot 64 en 0,1% 65 jaar of ouder. De gemiddelde leeftijd was 24 jaar. Voor elke 100 vrouwen waren er 131.6 mannen. Voor elke 100 vrouwen van 18 jaar en ouder, waren er 145.1 mannen.
.

## Militaire faciliteiten
Het Amerikaanse leger luchtvaart Center of Excellence is de dominante militaire faciliteit in Fort Rucker. Opleiding, doctrine en testen zijn alle belangrijke onderdelen van het Center's missie Army Aviation de vermogens te ontwikkelen. Alle Army Aviation training is uitgevoerd bij Fort Rucker sinds 1973, evenals de opleiding van de Amerikaanse luchtmacht en bondgenoot helikopter piloten. De Center is thuis aan de ons leger luchtvaart technische Test Center (ATTC), die voert developmental vliegtuigen testen voor Army Aviation.[2] De Verenigde Staten leger operationele Test en evaluatie commando's Test en evaluatie coördinatiebureau en TH-67 primaire en instrument opleiding zijn beide gelegen op Cairns Army Airfield.[3][4]
Operationele eenheden op de post omvatten de 1e Brigade van de luchtvaart en de 110e luchtvaart Brigade behandeling Army Aviation opleiding, [5] en de USAF 23d opleiding Squadron Flying voor de opleiding van luchtmacht helikopter piloten.[6]
De 110e luchtvaart Brigade bestaat uit vijf bataljons met behulp van drie verschillende sites. 1e Bataljon, 11e luchtvaart Regiment, exploiteert en beheert luchtverkeersleidingsdiensten en vlucht simulatie ondersteuning voor USAAVNC/Fort Rucker en het nationale luchtruim systeem.[7] 1e Bataljon, 14e luchtvaart Regiment opereert vanuit Hanchey Army Heliport en voert graduate niveau opleiding met behulp van de AH-64 D Apache Longbow en OH-58 D Kiowa helikopters. 1e Bataljon, 212th Aviation Regiment opereert vanuit Lowe Army Heliport en Shell leger Heliport en voert bestrijden en nacht operationele training, met behulp van de OH-58, UH-1 en UH-60 helikopters. 1e Bataljon, 223d Aviation Regiment opereert vanuit Cairns Army Airfield en Knox leger Heliport en voert flight training met behulp van de CH-47 Chinook helikopter en C-12 Huron vliegtuigen. De helikopter School verzorg ook vanuit Shell Army Heliport opleidingen voor Latijns-Amerikaanse en NAVO piloten in de Verenigde Staten beveiligingsprogramma voor de samenwerking.
Fort Rucker is vaak aangeduid als "Moeder Rucker", zowel als een beledigende pseudo-homonym, en uit eerbied voor de geboorte van een leger Aviator's carrière en zijn of haar constante terugkeer naar de Post voor voortgezette opleiding en verantwoordelijkheid gedurende hun gehele loopbaan. Het is gemeenschappelijke kennis in een leger kunstvliegcarrière, dat "Iedereen terug naar moeder Rucker", omdat van de frequentie van de opleiding van piloten en heropvoeding.[13]
Ondersteuning en andere faciliteiten in Fort Rucker omvatten de Lyster leger gezondheidskliniek, [14] Verenigde Staten leger Aeromedisch Research Lab, [15] Verenigde Staten leger School voor luchtvaart geneeskunde, [16] en leger Luchtvaartmuseum.

## Geschiedenis
Na het begin van de Tweede Wereldoorlog besloten het Amerikaanse ministerie van oorlog om een aantal nieuwe grondslagen te voegen. Fort Rucker (gelegen op 58.000 acres (235 km²) van sub-marginal landbouwgrond, en voorheen een wildlife refuge) 1 mei werd geopend in 1942 als "Kamp Rucker", en had kwartalen voor 3.280 officieren en 39,461 Enlisted personeel.[17] Het gedeactiveerde na de oorlog was, dan heropend tijdens de Koreaanse oorlog. Na een andere korte deactivering, was het weer heropend en uitgevouwen wanneer het werd een helikopter opleiding basis. In oktober 1955 werd de naam gewijzigd in "Fort Rucker".
Hanchey leger Heliport werd de thuisbasis van het departement van Rotary Wing Training van de Army Aviation School op 5 oktober 1959, de eerste keer was het departement gecentraliseerd markering.
Terwijl die in het leger, was Al Gore gestationeerd op Fort Rucker vóór de implementatie van zijn vijf maanden in de Vietnamoorlog.
De 81ste divisie (wilde kat) was de eerste eenheid geactiveerd op kamp Rucker op 15 juni 1942. De 81st kreeg apparatuur, personeel en opgeleid hier vóór verzending uit naar de Stille Oceaan Theater of Operations (PTO) andere eenheden gepasseerd en Camp Rucker thuis aangeroepen vóór verzending overzee, deze de 35e, 66e en 98e infanteriedivisies opgenomen. De 94e en 91e infanteriedivisies waren geïnactiveerd op kamp Rucker.

## Geografie
Volgens het United States Census Bureau beslaat de plaats een oppervlakte van
28,2 km², geheel bestaande uit land.

## Plaatsen in de nabije omgeving
De onderstaande figuur toont de plaatsen in een straal van 16 km rond Fort Novosel.

## Geboren
- Mayte (Garcia) (1973), actrice, zangeres en danseres